# Úřad pro dohled nad hospodařením politických stran a politických hnutí
Úřad pro dohled nad hospodařením politických stran a politických hnutí (ÚDHPSPH či ÚDHPSH) je ústřední správní úřad, který v Česku působí v oblasti dohledu nad hospodařením politických subjektů. ÚDHPSH vykonává určitý dohled v oblasti financování volebních kampaní, rovněž také nad hospodařením politických stran, politických hnutí a další činnosti dle zákona. Tento správní úřad sídlí v Brně, ve druhém patře památkově chráněné budovy Kounicova 688/26.
Úřad zavedla novela (zákon č. 302/2016 Sb.) zákona o sdružování v politických stranách a v politických hnutích, tedy zákona č. 424/1991 Sb., ve znění pozdějších předpisů. S touto novelou krom tohoto úřadu byly zavedeny mimo jiné například též limity na financování politických stran a volebních kampaní.
Předsedou tohoto úřadu byl s účinností od 1. ledna 2017 prezidentem republiky Milošem Zemanem jmenován Vojtěch Weis, a to na šestileté funkční období. V lednu 2023 jej vystřídal František Sivera.

## Činnost
Úřad dle zákona například:

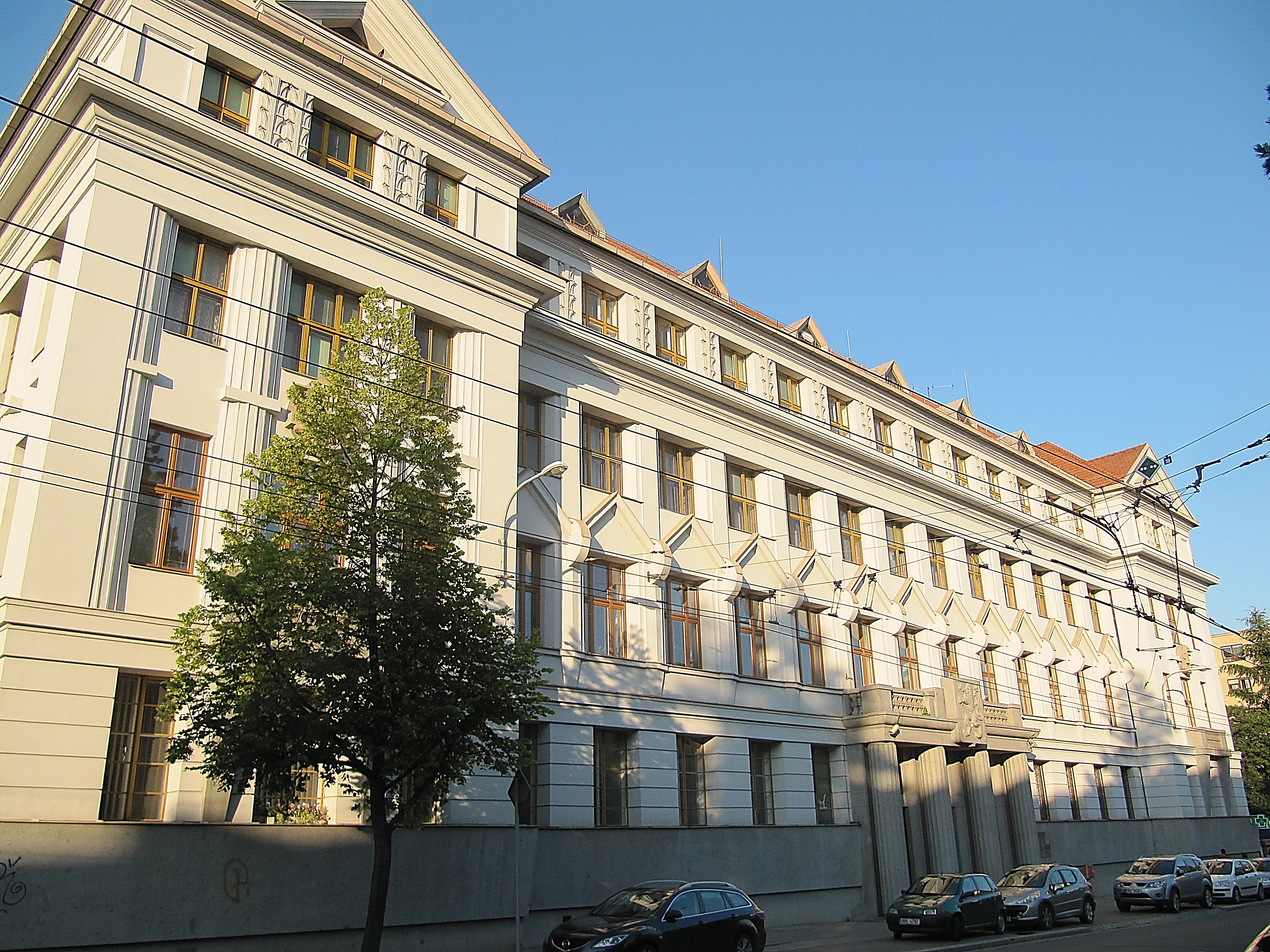
Budova bývalého Ředitelství pošt a telegrafů architekta Františka Roitha v Brně (Kounicova 26), v jejíchž několika místnostech ÚDHPSPH sídlí

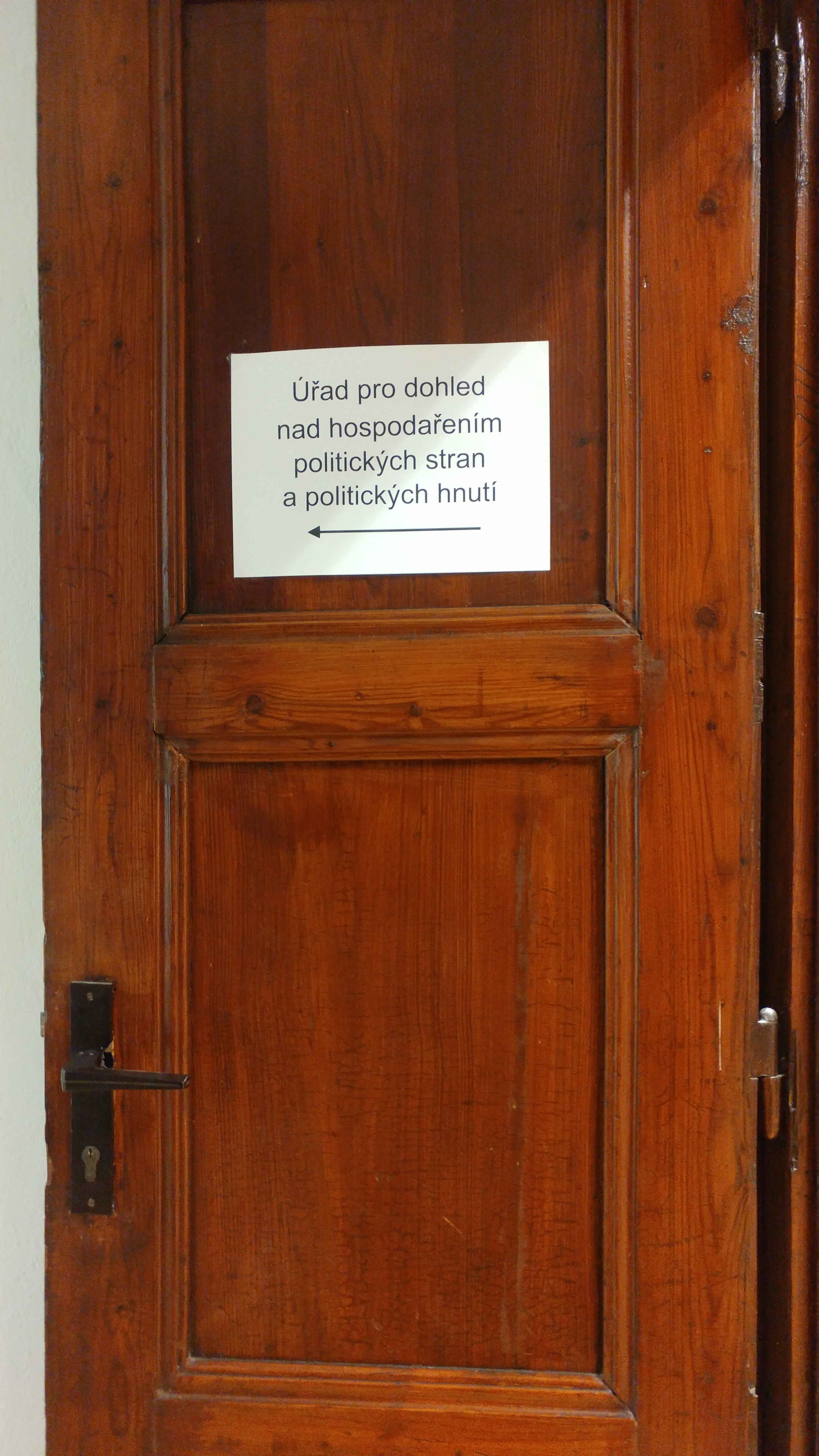
Vstupní dveře do chodby s kancelářemi ÚDHPSPH

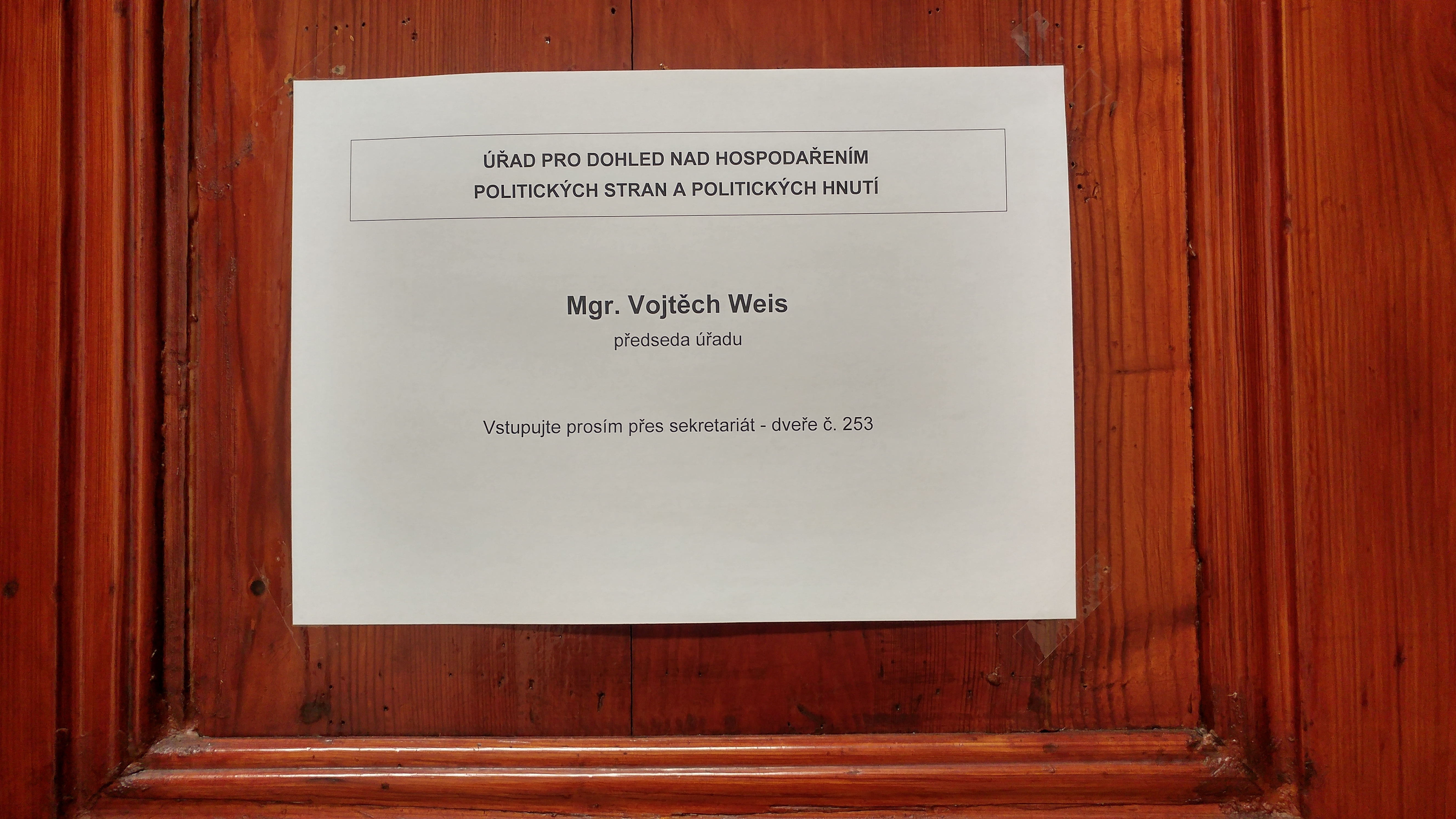
Označení dveří kanceláře bývalého předsedy úřadu Vojtěcha Weise

- vykonává dohled nad hospodařením stran a hnutí a politických institutů,
- zpracovává a uveřejňuje na svých internetových stránkách zprávu o své činnosti za příslušný kalendářní rok,
- uveřejňuje na svých internetových stránkách úplné výroční finanční zprávy stran a hnutí a poznatky, které z jeho činnosti vyplynuly,
- projednává přestupky a ukládá správní tresty,
- vykonává působnost stanovenou jiným právním předpisem v oblasti financování volebních kampaní atd.[8]

## Historie
Tento úřad byl zákonem zřízen s účinností k 1. lednu 2017. Stran konkrétních voleb se postupuje dle příslušného volebního zákona.